# The Demo Tapes
The Demo Tapes è un album raccolta del gruppo musicale inglese Warning pubblicato nel 2011. Come suggerisce il nome, esso contiene le tracce dei loro due demo: Revelation Looms (1996) e Blessed by the Sabbath (1997).

## Tracce
Revelation Looms
1. Witch's Kiss
2. Revelation Looms
3. Born as One

Blessed by the Sabbath
1. Cemetery Eyes
2. The Raven
3. Nightmare Bride